# Kiwon (zabawka)

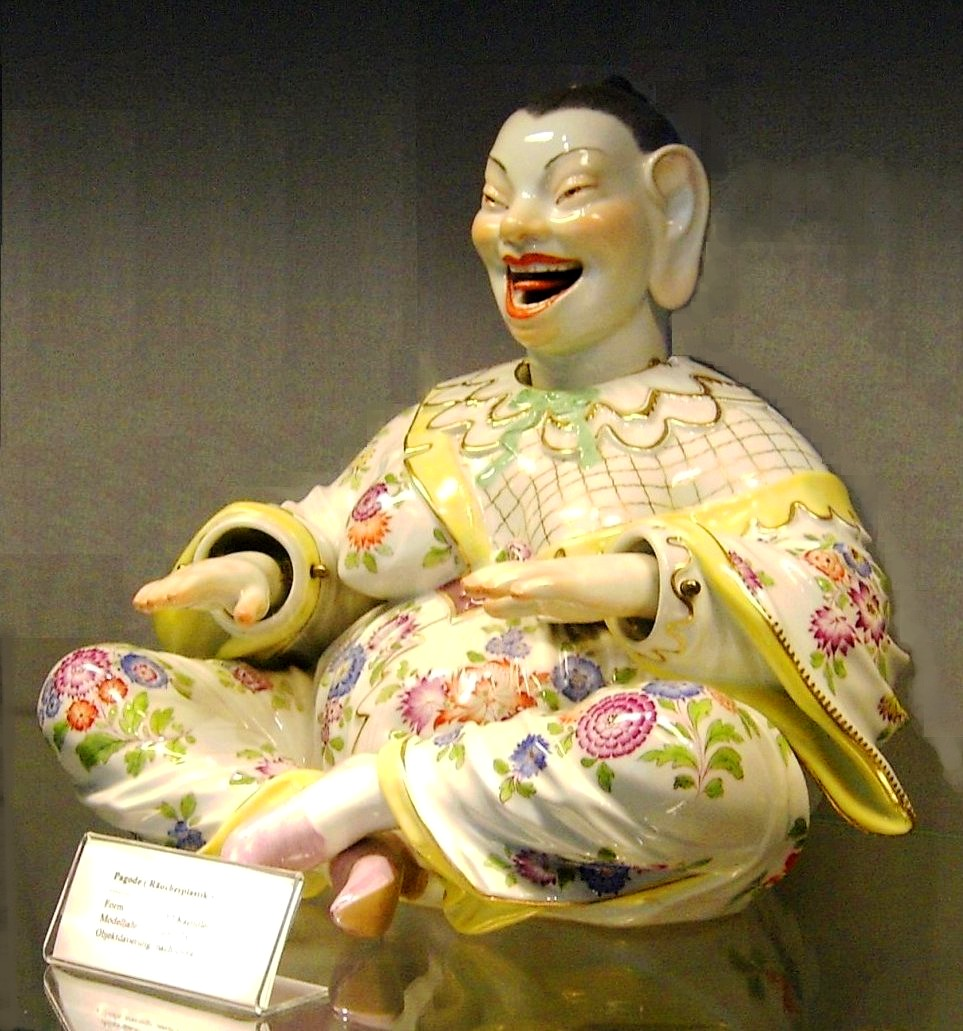
Uśmiechnięty Budda - przykład figurki kiwona.

Kiwon (także: kiwaczek, potakiwacz) – chińskie figurki wykonane zwykle z porcelany lub gliny z ruchomą głową (a często także i z innymi ruchomymi częściami ciała umieszczonymi na mechanizmach sprężynowych), które po wprawieniu w ruch mają zdolność długookresowego kiwania się, sprawiającego wrażenie aprobującego potakiwania głową.
Figurki takie, produkowane w wielu krajach (począwszy od wieku XVIII) były modne, zwłaszcza na przełomie wieku XIX i XX i w okresie międzywojennym. Często umieszczane były w witrynach tzw. „sklepów kolonialnych”, które sprzedawały herbatę i inne delikatesowe produkty spożywcze pochodzące z Dalekiego Wschodu.
Według opisu pochodzącego z powieści Kiwony (autorstwa Tadeusza Dołęgi-Mostowicza) kiwony to:

Takie znaczy się figurki, co to taki chińczyk czy inszy japoniec zrobiony, że jak tylko palcem dotknąć, to on głową kiwa i kiwa bez końca. (...) Czasem to i dwie godziny kiwa się.

W znaczeniu przenośnym kiwon może oznaczać także konformistę, „potakiwacza”, człowieka bez własnego zdania i inicjatywy, chętnie potakującego innym ludziom i bezwolnie poddającego się biegowi wypadków.